# Nationwide Building Society

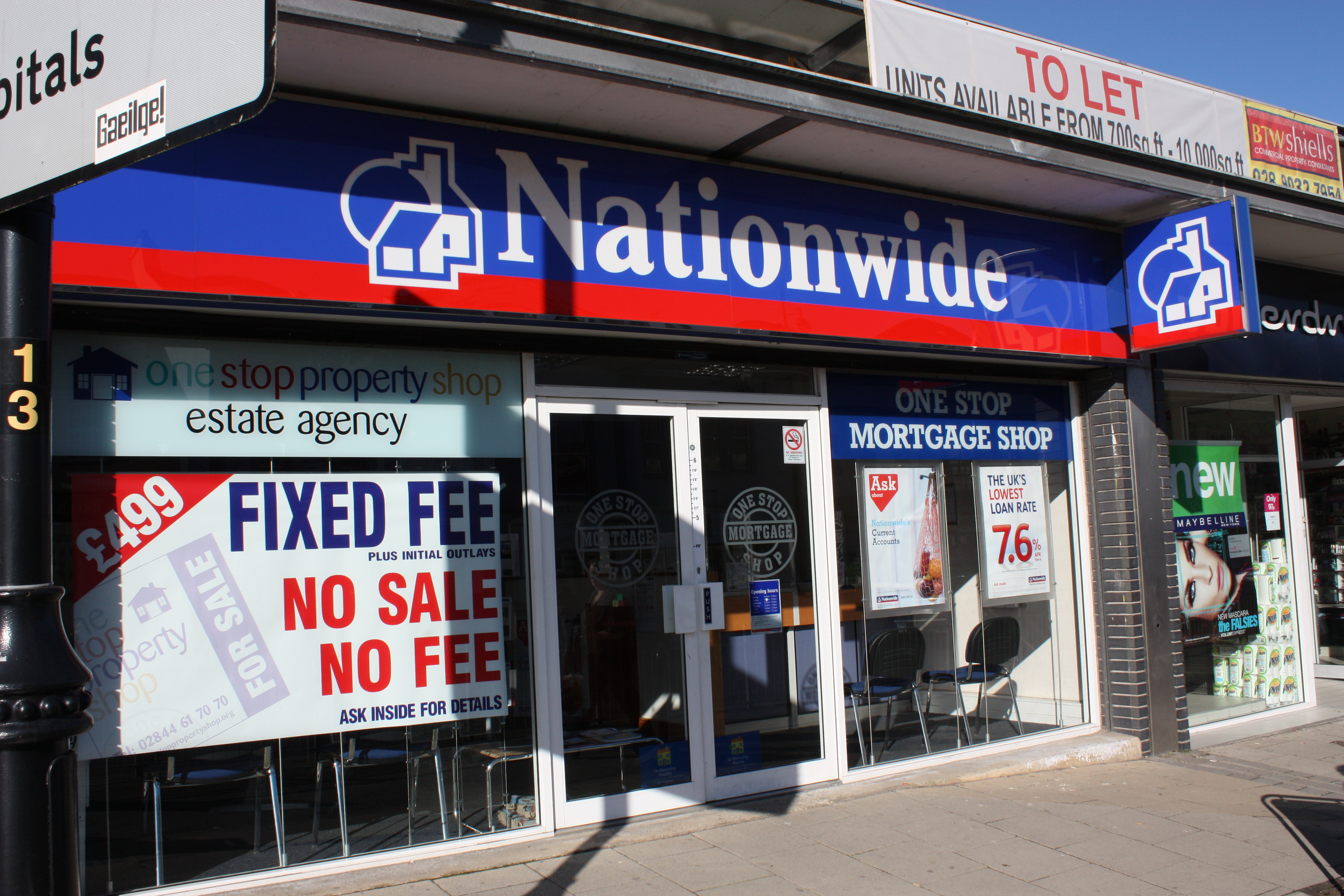
Oddział Nationwide Building Society w Downpatrick, w Irlandii Północnej

Nationwide Building Society – brytyjskie towarzystwo budowlane, największa instytucja finansowa tego typu w Wielkiej Brytanii. W 2011 roku łączna wartość aktywów należących do organizacji wyniosła 188,9 mld GBP, co stanowiło 61,7% łącznej wartości aktywów wszystkich towarzystw budowlanych działających w kraju. Siedziba organizacji mieści się w Swindon.
Początki instytucji sięgają założonych w XIX wieku towarzystw: Provident Union Building Society (1846) w Ramsbury, Northampton Town & County Freehold Land Society (1848) w Northampton oraz Southern Co-operative Permanent Building Society (1884) w Londynie. Na przestrzeni lat Nationwide przejęła lub połączyła się z ponad 160 towarzystwami budowlanymi.
W 2011 roku Nationwide Building Society posiadało ponad 750 oddziałów na terenie Wielkiej Brytanii.